# 银丝金茅
银丝金茅（学名：Eulalia mollis）为禾本科金茅屬下的一个种。其种加词“mollis ”意为“柔软的”。